# Saint-Bonnet-Tronçais
Saint-Bonnet-Tronçais è un comune francese di 760 abitanti situato nel dipartimento dell'Allier della regione dell'Alvernia-Rodano-Alpi.

## Società

### Evoluzione demografica
Abitanti censiti